# 루이-클로드 다캥

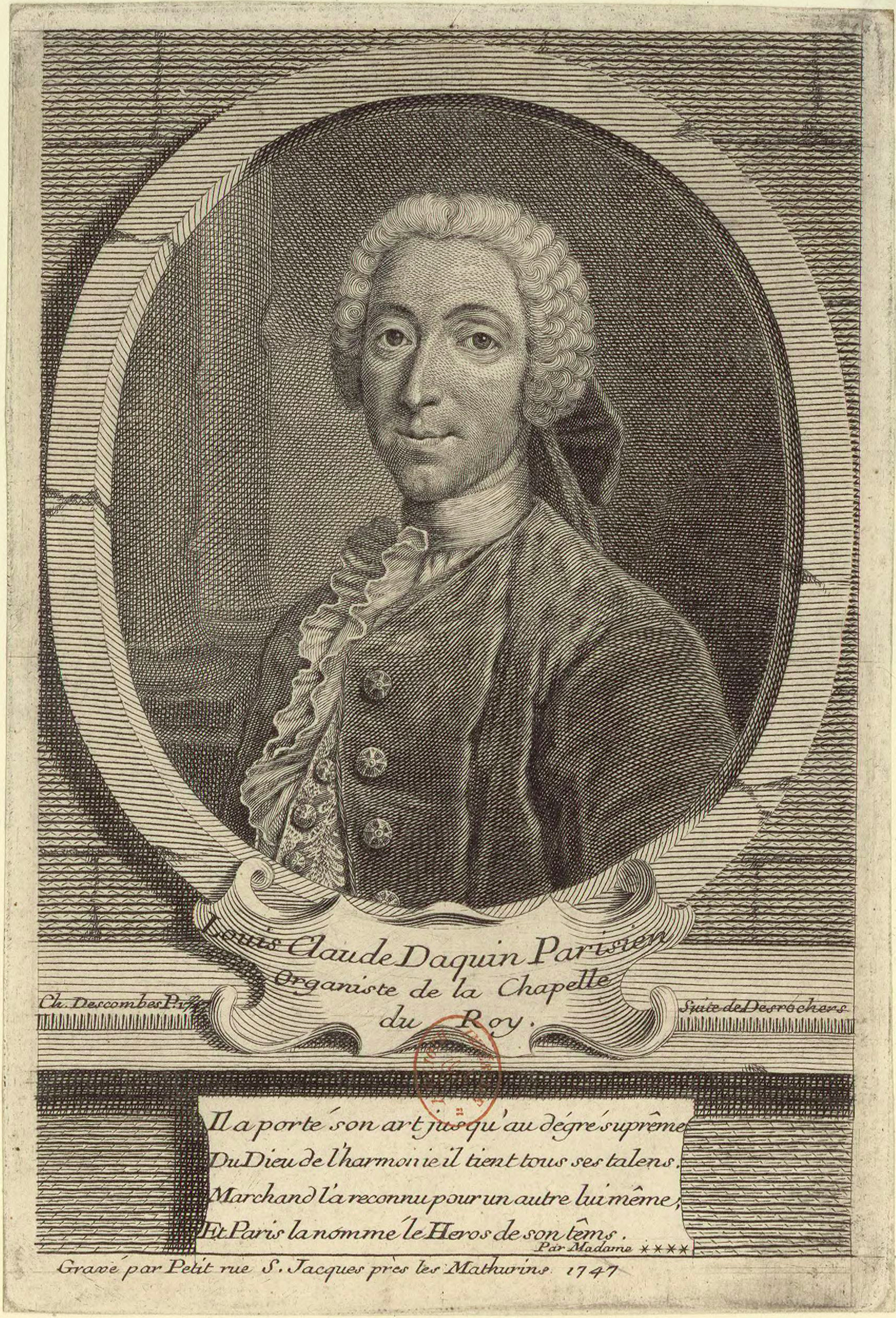

루이-클로드 다캥(Louis-Claude Daquin, 1694년 7월 4일 – 1772년 6월 15일) 바로크와 갈랑 스타일의 프랑스 작곡가이다. 그는 오르간 연주자이자 하프시코드 연주자였다.
그는 이탈리아 출신의 가족으로 파리에서 태어났다. 그의 증조할아버지는 아퀴노 마을에서 천주교로 개종한 후 D'Aquino라는 이름을 사용했다.
그는 음악적 신동이었다. 그는 6세에 루이 14세의 궁정에서 공연했다. 그는 잠시 동안 Louis Marchand의 제자였다. 12세에 생트샤펠의 오르가니스트가 되었고 이듬해에는 쁘띠 생 앙투안 교회에서도 비슷한 직책을 맡았다. 1722년 그는 결혼했다.
그는 오르가니스트로서의 작업이 결코 부족하지 않았다. 1727년 그는 후보이기도 했던 장필리프 라모보다 앞서서 파리의 성 바오로 교회의 오르가니스트로 임명되었다. 1739년 그는 샤펠 로얄에서 루이 15세의 오르가니스트가 되었다. 1755년 그는 기욤 앙투안 칼비에르의 뒤를 이어 노트르담 대성당의 오르간 연주자가 되었다.
건반에서 눈부신 연주자로 명성이 자자한 다캥은 귀족들의 구애를 받았고 오르간에 대한 그의 뛰어난 전문 지식으로 인해 많은 사람들이 그의 음악을 듣게 되었다. 그는 하프시코드와 오르간 모두에서 "흔들리지 않는 정확성과 균일성"으로 유명했다.